# Selital
Selital est une petite station de sports d'hiver située dans les Préalpes suisses. Elle se situe sur les hauteurs du lieu-dit de Riffenmatt dans la commune de Guggisberg, dans le canton de Berne.

## Domaine skiable
Selital, située sur le domaine du Parc naturel régional du Gantrisch et offrant depuis le sommet du domaine une vue directe sur cette chaîne de montagne, se présente dans les médias comme « la station de ski la plus proche du Palais fédéral » à Berne. La route d'accès, tortueuse depuis Riffenmatt, débouche sur une route étroite en cul-de-sac qui sert de parking aux visiteurs. Les jours de forte affluence, cela impose une relativement longue marche pour accéder au domaine.
Les pistes de ski sont relativement étroites et offrent un dénivelé total restreint. Le terrain naturellement accidenté rend leur fréquentation de fait relativement difficile pour la clientèle familiale qui constitue la cible principale de la station. Les pistes sont desservies par un téléski principal, qui a la particularité de posséder deux départs, selon le niveau d'enneigement: l'un au bas des pistes, l'autre au départ intermédiaire au niveau de l'unique caisse du domaine. Ce téléski est renforcé, sur sa partie médiane, par le deuxième téléski du domaine, plus lent.
La station est dotée d'un petit snowpark, qui est géré par des volontaires.
Les pistes sont tracées directement dans la forêt, laquelle forêt permet la pratique de ski hors-pistes.
Les abonnements saison sont également valides dans le domaine de ski voisin de Rüschegg-Eywald.
Selital ne dispose pas d'enneigeurs. Elle est donc, du fait de sa basse altitude, fortement tributaire des précipitations naturelles. La saison se finit officiellement début mars.
Une piste de ski de fond part directement du parking, en direction du domaine nordique de Gantrisch.